# Współczynnik wytrzymałości przekroju na zginanie
Wskaźnik wytrzymałości przekroju na zginanie – iloraz geometrycznego momentu bezwładności względem osi obojętnej i odległości skrajnego włókna przekroju od tej osi
{\displaystyle W_{x}={\frac {I_{x}}{e_{max}}},}
gdzie:
- {\displaystyle I_{x}} – geometryczny moment bezwładności względem osi x pokrywającej się z osią obojętną przekroju,
- {\displaystyle e_{max}} – maksymalna odległość skrajnych włókien od osi obojętnej.